# O Acontecimento (filme)
O Acontecimento (no original: L'Événement) é um filme de suspense dramático francês de 2021 dirigido por Audrey Diwan a partir de um roteiro de Diwan e Marcia Romano, baseado no romance de 2000 de mesmo nome de Annie Ernaux . O filme é estrelado por Anamaria Vartolomei e Luàna Bajrami e será distribuído pela Wild Bunch .
Situado na França de 1963, Anne, uma jovem e talentosa estudante, engravida, vendo suas oportunidades de terminar seus estudos e se destacar escapando dela. À medida que seus exames finais se aproximam e sua vida social começa a desaparecer, a gravidez de Anne avança, forçando-a a enfrentar a vergonha e a dor de um aborto, mesmo que ela tenha que arriscar a prisão para fazê-lo.
Foi selecionado para estreia mundial em competição no 78º Festival Internacional de Cinema de Veneza em 6 de setembro de 2021, onde o filme ganhou o Leão de Ouro e recebeu aclamação universal da crítica.

## Trama
Em 1963, na França, Anne é uma estudante universitária em Angoulême . Apesar de ter vários amigos íntimos, ela costuma ser ridicularizada por outros alunos por ser supostamente promíscua.
Ao visitar sua família no campo, Anne vai ao médico. Apesar de insistir que ela ainda é virgem, o médico a informa que ela está grávida. Anne implora que ele faça algo sobre a gravidez e ele se recusa, insistindo que o que ela está pedindo é ilegal.
Anne vai ver um médico aleatório na cidade e também pede ajuda para fazer um aborto. Ele prescreve a ela uma injeção, prometendo que induzirá um aborto espontâneo. Quando isso falha, Anne começa a procurar um médico para realizar o procedimento.
Anne pede ajuda a uma colega de classe, Jean, informando que está grávida. Quando ele insiste que não conhece ninguém que possa ajudá-la, ele tenta fazer sexo, insistindo que não há risco, pois ela já está grávida.
Cada vez mais desesperada, Anne tenta fazer um aborto em si mesma com uma agulha de tricô, mas não consegue. Ela informa às amigas que está grávida e tentando fazer um aborto e elas a abandonam.
À medida que suas notas começam a cair e sua chance de se formar com honras começa a desaparecer, Anne vai ver Maxime, seu namorado. Tendo contado anteriormente a Anne que ela pretendia fazer um aborto, ele fica chocado ao saber que ela ainda está grávida. Eles brigam e ela volta para a universidade.
Jean aborda Anne à noite para apresentá-la a uma amiga que fez um aborto. A amiga dá a ela o número de uma enfermeira explicando que o aborto será doloroso e custará 400 francos adiantados. Anne vende todas as suas coisas para poder pagar o aborto.
O aborto ocorre no apartamento de uma mulher, na mesa da cozinha. Ela insere uma varinha e diz a Anne que ela começará a abortar em 24 horas. Anne não consegue abortar e volta para o aborteiro que insere uma segunda varinha dentro de Anne, dizendo a ela que é possível que haja complicações. Anne decide prosseguir com o procedimento. Anne retorna ao seu dormitório, onde sofre um aborto complicado e doloroso. Anne é encontrada por uma colega de dormitório que chama uma ambulância para levá-la ao hospital. Seu caso é rotulado como um aborto espontâneo.
Voltando à escola, ela faz os exames finais.

## Elenco
- Anamaria Vartolomei como Anne
- Kacey Mottet Klein como Jean
- Sandrine Bonnaire como Gabrielle Duchesne
- Louise Orry-Diquero como Brigitte
- Louise Chevillotte como Olivia
- Pio Marmaï como Professeur Bornec
- Anna Mouglalis como Mme Rivière
- Fabrizio Rongione como Dr. Ravinsky
- Luana Bajrami como Hélène
- Leonor Oberson como Claire
- Julien Frison como Maxime
- Alice de Lencquesaing como Laëtitia

## Produção
Durante uma entrevista em 23 de abril de 2019 sobre seu filme de estreia na direção, Losing It, a roteirista Audrey Diwan revelou que estava adaptando o romance autobiográfico de 2000 de Annie Ernaux, L'événement (traduzido como Happening ), afirmando que o livro era "muito importante" para ela. Em 29 de maio de 2020, o Centre national du cinéma et de l'image animée, agência do Ministério da Cultura da França, anunciou que apoiaria o filme, passando o projeto para a pré-produção.
A fotografia principal do filme começou em 27 de julho de 2020 e ocorreu durante todo o verão. O filme entrou em pós-produção em janeiro de 2021.
O filme teve sua estreia mundial em competição no 78º Festival Internacional de Cinema de Veneza em 6 de setembro de 2021. Antes, Wild Bunch adquiriu os direitos de distribuição do filme para a França em julho de 2021. Happening exibido na seção Spotlight do Festival de Cinema de Sundance de 2022 .

## Recepção

### Resposta crítica
No site agregador de resenhas Rotten Tomatoes, 99% das 161 resenhas dos críticos são positivas, com nota média de 8,5/10. O consenso do site diz: "Um relógio difícil, mas gratificante, O Acontecimento coloca um rosto pessoal em uma escolha impossivelmente difícil e suas consequências de partir o coração." Metacritic, que usa uma média ponderada, atribuiu ao filme uma pontuação de 86 em 100 com base em 36 críticas da crítica, indicando "aclamação universal".
Guy Lodge, escrevendo para a Variety, elogiou a atuação do filme, principalmente a de Anamaria Vartolomei no papel principal que foi descrito como "elevador de carreira". O crítico do festival de cinema ' The Guardian, Xan Brooks, chamou o filme de "sério, emocionante e finalmente honroso" e elogiou a cinematografia de Laurent Tangy, dizendo que "o enquadramento apertado da imagem é como uma corda em volta do pescoço".

### Prêmios
| Prêmio                                                | Data da cerimônia       | Categoria                                                                                          | Destinatário(s) | Resultado     |  |
| ----------------------------------------------------- | ----------------------- | -------------------------------------------------------------------------------------------------- | --- | ------------- |  |
| Festival de Cinema de Veneza                          | 11 de setembro de 2021  | Leão dourado                                                                                       | style="text-align:center;background: #ddffdd;vertical-align: middle; {{{style}}}" class="table-yes2"\| Venceu               | [ 14 ]        |  |
| Festival de Cinema de Veneza                          | 11 de setembro de 2021  | Prêmio Brian                                                                                       | style="text-align:center;background: #ddffdd;vertical-align: middle; {{{style}}}" class="table-yes2"\| Venceu               | [ 15 ]        |  |
| Festival Internacional de Cinema de La Roche-sur-Yon  | 20 de outubro de 2021   | Prêmio do público                                                                                  | style="text-align:center;background: #ddffdd;vertical-align: middle; {{{style}}}" class="table-yes2"\| Venceu               | [ 16 ]        |  |
| Prêmios do Cinema Europeu                             | 11 de dezembro de 2021  | Prêmio de Cinema Universitário Europeu                                                             | style="text-align:center;background: #ffdddd;vertical-align: middle;" class="table-no2"\| Indicado                          | [ 17 ]        |  |
| Prêmios Lumières                                      | 18 de janeiro de 2022   | Melhor Filme                                                                                       | style="text-align:center;background: #ddffdd;vertical-align: middle; {{{style}}}" class="table-yes2"\| Venceu               | [ 18 ] [ 19 ] |  |
| Prêmios Lumières                                      | 18 de janeiro de 2022   | Melhor Diretor                                                                                     | style="text-align:center;background: #ffdddd;vertical-align: middle;" class="table-no2"\| Indicado                          | [ 18 ] [ 19 ] |  |
| Prêmios Lumières                                      | 18 de janeiro de 2022   | Melhor atriz                                                                                       | style="text-align:center;background: #ddffdd;vertical-align: middle; {{{style}}}" class="table-yes2"\| Venceu               | [ 18 ] [ 19 ] |  |
| Prêmios Lumières                                      | 18 de janeiro de 2022   | Melhor Fotografia                                                                                  | style="text-align:center;background: #ffdddd;vertical-align: middle;" class="table-no2"\| Indicado                          | [ 18 ] [ 19 ] |  |
| Prêmios César                                         | 25 de fevereiro de 2022 | Melhor Filme                                                                                       | style="text-align:center;background: #ffdddd;vertical-align: middle;" class="table-no2"\| Indicado                          | [ 20 ]        |  |
| Prêmios César                                         | 25 de fevereiro de 2022 | Melhor Diretor                                                                                     | style="text-align:center;background: #ffdddd;vertical-align: middle;" class="table-no2"\| Indicado                          | [ 20 ]        |  |
| Prêmios César                                         | 25 de fevereiro de 2022 | Atriz Mais Promissora                                                                              | style="text-align:center;background: #ddffdd;vertical-align: middle; {{{style}}}" class="table-yes2"\| Venceu               | [ 20 ]        |  |
| Prêmios César                                         | 25 de fevereiro de 2022 | Melhor Adaptação                                                                                   | style="text-align:center;background: #ffdddd;vertical-align: middle;" class="table-no2"\| Indicado                          | [ 20 ]        |  |
| Prêmios da Academia Britânica de Cinema               | 13 de março de 2022     | Melhor Diretor                                                                                     | style="text-align:center;background: #ffdddd;vertical-align: middle;" class="table-no2"\| Indicado                          | [ 21 ]        |  |
| Prêmios do Cinema Independente de Gotham              | 28 de novembro de 2022  | Melhor Filme Internacional                                                                         | Acontecendo \|style="text-align:center;background: #ddffdd;vertical-align: middle; {{{style}}}" class="table-yes2"\| Venceu |               |  |
| Associação de Críticos de Cinema de Chicago           | 14 de dezembro de 2022  | style="text-align:center;background: #ffdddd;vertical-align: middle;" class="table-no2"\| Indicado | Acontecendo \|style="text-align:center;background: #ddffdd;vertical-align: middle; {{{style}}}" class="table-yes2"\| Venceu | [ 22 ]        |  |
| Associação de Críticos de Cinema de Chicago           | 14 de dezembro de 2022  | Milos Stehlik Prêmio Cineasta Revelação                                                            | style="text-align:center;background: #ffdddd;vertical-align: middle;" class="table-no2"\| Indicado                          | [ 22 ]        |  |
| Associação de Críticos de Cinema de St. Louis Gateway | 18 de dezembro de 2022  | Melhor Filme Internacional                                                                         | Acontecendo\| style="text-align:center;background: #ffdddd;vertical-align: middle;" class="table-no2"\| Indicado            | [ 23 ]        |  |
| Aliança de Mulheres Jornalistas de Cinema             | 5 de janeiro de 2023    | style="text-align:center;background: #ffdddd;vertical-align: middle;" class="table-no2"\| Indicado | Acontecendo\| style="text-align:center;background: #ffdddd;vertical-align: middle;" class="table-no2"\| Indicado            | [ 24 ]        |  |
| San Diego Film Critics Society                        | 6 de janeiro de 2023    | style="background: #c5d2ea" align=center \|Runner-up                                               | Acontecendo\| style="text-align:center;background: #ffdddd;vertical-align: middle;" class="table-no2"\| Indicado            | [ 25 ]        |  |
| Prêmios do Sindicato dos Diretores da América         | 18 de fevereiro de 2023 | Outstanding Achievement Direcional em Estreia em Longa-Metragem                                    | style="text-align:center;background: #ffdddd;vertical-align: middle;" class="table-no2"\| Indicado                          | [ 26 ]        |  |